# جمهوری خودمختار اپیروس شمالی
جمهوری خودمختار اپیروس شمالی (یونانی: Αὐτόνομος Δημοκρατία τῆς Βορείου Ἠπείρου) یک نهاد کوتاه مدت و خودگردان بود که پس از جنگ‌های بالکان در ۲۸ فوریه ۱۹۱۴ توسط جمعیت یونانی محلی در جنوب آلبانی (اپیروسی‌های شمالی) تأسیس شد.
منطقهٔ اپیروس شمالی دارای جمعیت قابل توجهی یونانی بود و در طول جنگ نخست بالکان (۱۹۱۲–۱۹۱۳) توسط ارتش یونان از امپراتوری عثمانی گرفته شد. پروتکل فلورانس، با این حال، آن را به دولت تازه تأسیس آلبانی اختصاص داده بود. این تصمیم توسط یونانیان محلی رد شد و با عقب‌نشینی ارتش یونان به مرز جدید، یک دولت خودمختار با حمایت ضمنی یونان در آرگیروکاسترون (گیروکاستر امروزی) تحت رهبری جورجیوس کریستاکیس-زوگرافوس، سیاستمدار برجسته محلی یونان و وزیر سابق امور خارجه، ایجاد شد.
در ماه مه، خودمختاری توسط قدرت‌های بزرگ با پروتکل کورفو تأیید شد. این توافقنامه تضمین می‌کرد که منطقه اداره خود را داشته باشد، حقوق مردم محلی به رسمیت شناخته شود و حکومت خودگردانی تحت حاکمیت اسمی آلبانی فراهم می‌شد. با این حال، این پروتکل هرگز به‌طور کامل اجرا نشد زیرا در ماه سپتامبر دولت آلبانی سقوط کرد. ارتش یونان در اکتبر ۱۹۱۴ پس از شروع جنگ جهانی اول دوباره منطقه را اشغال کرد. برنامه‌ریزی شده بود که اپیروس شمالی پس از جنگ به یونان واگذار شود، اما عقب‌نشینی ایتالیا از حمایت و شکست یونان در جنگ‌های آسیای صغیر منجر به واگذاری نهایی آن به آلبانی در نوامبر ۱۹۲۱ شد.